# Drei kleine Worte
Drei kleine Worte (Originaltitel: Three Little Words) ist ein US-amerikanisches Filmmusical von Richard Thorpe mit Fred Astaire und Vera-Ellen aus dem Jahr 1950. Es handelt sich dabei um eine Filmbiografie über das Songschreiberduo Harry Ruby und Bert Kalmar.

## Handlung
New York um 1918: Steptänzer Bert Kalmar tritt mit seiner Tanzpartnerin Jessie Brown erfolgreich in den Vaudeville-Theatern der Stadt auf. Seit einer Weile versucht er sich als Songschreiber, während er insgeheim auch davon träumt, als Magier eine eigene Zaubershow auf die Bühne zu bringen. Als er Jessie einen Heiratsantrag macht, lehnt sie ihn vorerst ab, da ihm im Moment seine Karriere im Showgeschäft zu wichtig sei. Sie wolle ihm jedoch Bescheid geben, wenn sie bereit für eine Hochzeit sei. Daraufhin tritt Bert verkleidet in einem kleinen Theater als Zauberer auf. Dort trifft er Harry Ruby, der seine Show am Klavier begleiten und ihm als Assistent zur Seite stehen soll. Harry stellt sich jedoch derart ungeschickt an, dass sämtliche Zaubertricks schiefgehen und das Publikum zu Berts Verdruss in tosendes Gelächter ausbricht. 
Bert konzentriert sich nun wieder auf seine Tanzauftritte mit Jessie. Als er sich eines Tages hinter den Kulissen das Knie verletzt und für mindestens ein Jahr nicht mehr tanzen darf, hofft Jessie, dass er endlich mehr Zeit für sie hat, und schlägt daher vor zu heiraten. Bert hat jedoch die Sorge, sie aufgrund seiner Verletzung nicht versorgen zu können, und sagt Jessie, dass sie sich einen anderen Tanzpartner suchen solle. Gekränkt läuft Jessie davon und entschließt sich, auf Solotournee zu gehen. Daraufhin trifft Bert Harry Ruby wieder, der sich als Komponist einen Namen machen will. Als Bert in Harry den Mann erkennt, der ihm seine Zaubershow ruiniert hat, ist er zunächst sehr wütend, kann ihm dann aber verzeihen. Sie schließen sich als Duo „Ruby & Kalmar“ zusammen und schreiben bald einen Hit nach dem anderen.
Als Bert meint, endlich wieder tanzen zu können, und dabei übermütig wird, sodass sein Knie erneut schmerzt, wird ihm bewusst, wie sehr ihm Jessie fehlt. Harry will nun Bert und Jessie wieder zusammenbringen und schlägt daher eine Reise nach Buffalo vor, wo Jessie derzeit in einer Show zu sehen ist. Als Jessie Bert und Harry im Publikum sitzen sieht, bittet sie beide auf die Bühne, um mit ihr ein Lied zu singen. Bert und Jessie versöhnen sich und treten, zurück in New York, endlich vor den Traualtar. Harry bandelt unterdessen mit der attraktiven Nachtclubsängerin Terry Lordel an, die ihn jedoch nur benutzt, um ihre eigene Karriere voranzubringen. Bert, der Terrys falsches Spiel durchschaut und seinem Freund größeren Kummer ersparen möchte, sorgt dafür, dass Harry fernab in Florida zusammen mit seinem Lieblings-Baseballteam, den Washington Senators, spielen darf. Als Harry schließlich nach New York zurückkehrt, hat Terry bereits einen Saxophonspieler geheiratet.
In der Zwischenzeit hat Bert ein eigenes Bühnenstück geschrieben und einen Bankier als Investor gefunden. Harry findet jedoch, dass das Stück nichts taugt. Um Bert vor einem Reinfall zu bewahren, bringt er den Bankier dazu, die Produktion des Stücks doch nicht zu finanzieren. Harry verliebt sich daraufhin in die Schauspielerin Eileen Percy. Sie hatten sich bereits zuvor bei einem Vorsingen für ein Musical kennengelernt, für das Harry jedoch Terry vorgezogen hatte. Inzwischen ist Eileen ein Filmstar geworden. Als Bert nach einer Feier erfährt, dass es Harry war, der dafür gesorgt hatte, dass sein Stück nicht aufgeführt wurde, beendet er ihre Partnerschaft. Während Harry nun allein Songs schreibt, geht Bert nach Hollywood, wo er sich erfolgreich als Drehbuchschreiber betätigt. Eileen, die nunmehr mit Harry verheiratet ist, setzt sich schließlich mit Jessie in Kontakt, um Harry und Bert miteinander zu versöhnen. Gemeinsam gelingt es den beiden Frauen, Bert und Harry zu einem Auftritt in einer Radioshow zu überreden, in der sie in einem Medley ihre großen Hits vortragen. Zum Abschluss spielt Harry seine neueste Komposition Three Little Words, zu der Bert heimlich einen Songtext beigesteuert hat und ihn nun zu Harrys Freude vorträgt.

## Hintergrund
Komponist Harry Ruby und Liedtexter Bert Kalmar schrieben zusammen ab 1917 bis zu Kalmars Tod im Jahr 1947 zahlreiche Hitsongs für Bühnen- und Filmmusicals. Das titelgebende Lied Three Little Words (dt. „Drei kleine Worte“) ist einer ihrer bekanntesten Songs und fand bereits 1930 in ihrer ersten Filmarbeit unter dem Titel Check and Double Check Verwendung. 
In Richard Thorpes Filmmusical über ihre Zusammenarbeit hat Harry Ruby einen Gastauftritt als Baseball-Spieler. Für Ruby wurde der Film zu einem zwiespältigen Vergnügen; er schrieb in seinen Erinnerungen:
„Kalmar unterschrieb den Vertrag für den Film, nur zwei Tage bevor er starb. Mein Vater, der auf den Film über seinen Sohn gespannt war, zählte die Tage und Minuten bis zu seiner Veröffentlichung. Er starb am Tag, an dem der Film in New York uraufgeführt wurde.“
Debbie Reynolds ist in einer ihrer ersten Rollen zu sehen und erhielt für ihren Auftritt zahlreiche Fanbriefe, worauf sich MGM entschloss, sie fest unter Vertrag zu nehmen. Gloria DeHaven spielte in einer Nebenrolle ihre eigene Mutter Mrs. Carter DeHaven, die als Schauspielerin in vielen Bühnenstücken und Stummfilmen aufgetreten war und als Schwiegermutter von Kalmar mit dem Songschreiberduo in Kontakt gestanden hatte. 
Drei kleine Worte wurde am 12. Juli 1950 in den Vereinigten Staaten uraufgeführt. In Deutschland kam der Film am 12. Oktober 1951 in die Kinos.

## Musik- und Tanznummern
- Where Did You Get That Girl? (Harry Puck/Bert Kalmar): gesungen und getanzt von Fred Astaire und Vera-Ellen (synchronisiert von Anita Ellis)
- She’s Mine, All Mine (Harry Ruby/Bert Kalmar): gesungen von einem Quartett
- Mr. and Mrs. Hoofer at Home (André Previn): getanzt von Fred Astaire und Vera-Ellen
- My Sunny Tennessee (Harry Ruby/Herman Ruby/Bert Kalmar): gesungen von Fred Astaire und Red Skelton
- So Long! Oo-Long (How Long You Gonna Be Gone?) (Ruby/Kalmar): gesungen von Fred Astaire und Red Skelton
- Who’s Sorry Now? (Ruby/Kalmar/Ted Snyder): gesungen von Gloria DeHaven
- Test Dance (Previn): getanzt von Fred Astaire
- Come on, Papa (Ruby/Edgar Leslie/Kalmar): getanzt und gesungen von Vera-Ellen (synchronisiert von Anita Ellis)
- Nevertheless (Ruby/Kalmar): gesungen von Fred Astaire, Vera-Ellen (synchronisiert von Anita Ellis) und Red Skelton, getanzt von Fred Astaire und Vera-Ellen
- All Alone Monday (Ruby/Kalmar): zunächst gesungen von Gale Robbins, später von Arlene Dahl
- You Smiled at Me (Ruby/Kalmar): gesungen von Arlene Dahl
- I Wanna Be Loved by You (Ruby/Kalmar/Herbert Stothart): gesungen von Debbie Reynolds (synchronisiert von Helen Kane)
- Thinking of You (Ruby/Kalmar): zunächst gesungen von Vera-Ellen (synchronisiert von Anita Ellis), dann getanzt von Fred Astaire und Vera-Ellen
- I Love You So Much (Ruby/Kalmar): gesungen von Arlene Dahl
- Three Little Words (Ruby/Kalmar): zunächst gesungen von Fred Astaire, später von Red Skelton
- You Are My Lucky Star (Nacio Herb Brown/Arthur Freed): gesungen von Phil Regan

## Kritiken
Das Lexikon des internationalen Films beschreibt Drei kleine Worte als „[g]efälliges biografisches Musical, dessen dünne Handlung mit Gesang, Tanz und Humor aufgefüllt wird“. Die Songtexte seien zudem „nur unzulänglich eingedeutscht“.
Variety zufolge sei der Film „ein charmantes, unterhaltsames Stück Showgeschäft“. Angeführt von Fred Astaire als Kalmar und Red Skelton als Ruby mache „die gesamte Besetzung unter der kunstfertigen Regie von Richard Thorpe einen guten Job“. Der Filmkritiker Leonard Maltin bezeichnete den Film als „Standard-MGM-Musical“, das eine „muntere Besetzung“ und „schöne Songs“ zu bieten habe.

## Auszeichnungen
Bei der Oscarverleihung 1951 war Drei kleine Worte in der Kategorie Beste Filmmusik in einem Musikfilm für den Oscar nominiert, unterlag jedoch dem Film Duell in der Manege. Fred Astaire gewann für seine Darbietung den Golden Globe in der Kategorie Bester Hauptdarsteller – Komödie oder Musical. Debbie Reynolds war zudem als beste Nachwuchsdarstellerin für den Golden Globe nominiert. Des Weiteren erhielt Drehbuchautor George Wells eine Nominierung für den Writers Guild of America Award.

## Deutsche Fassung
Die deutsche Synchronfassung, für die sämtliche Lieder des Films ins Deutsche übersetzt wurden, entstand 1951 im MGM Synchronisations-Atelier in Berlin. Erik Ode schrieb das Dialogbuch und übernahm auch die Synchronregie.
| Rolle        | Darsteller   | Synchronsprecher      |
| ------------ | ------------ | --------------------- |
| Bert Kalmar  | Fred Astaire | Erik Ode              |
| Harry Ruby   | Red Skelton  | Georg Thomalla        |
| Eileen Percy | Arlene Dahl  | Friedel Schuster      |
| Charlie Kope | Keenan Wynn  | Franz Otto Krüger     |
| Al Masters   | Paul Harvey  | Siegfried Schürenberg |
| Marty        | Alex Gerry   | Erich Dunskus         |